# Канулеи
Канулеите (gens Canuleia) са плебейска фамилия от Древен Рим.
Известни от фамилията:
- Гай Канулей (трибун 445 пр.н.е.), народен трибун 445 пр.н.е., автор на lex Canuleia. [1]
- Марк Канулей, народен трибун 420 пр.н.е.[2]
- Луций Канулей, изпратен с други 5 легати в Етолия 174 пр.н.е.[3]
- Луций Канулей Див, претор 171 пр.н.е.
- Гай Канулей (трибун 100 пр.н.е), народен трибун 100 пр.н.е.[4]
- Луций Канулей (легат), легат на Цезар през 48 пр.н.е.[5]